# Sztrumica (település)
Sztrumica (macedón nyelven: Струмица) város és az azonos nevű község székhelye Észak-Macedóniában. Az ország tizedik legnagyobb városa.

## Népesség
Sztrumica városának 2002-ben 35 311 lakosa volt, melyből 32 075 macedón, 2 642 török, 157 szerb, 130 cigány, 5 bosnyák, 3 vlach és 298 egyéb nemzetiségű.
Sztrumica községnek 2002-ben 54 676 lakosa volt, melyből 50 258 macedón (91,9%), 3 754 török (6,9%) ,185 szerb és 476 egyéb nemzetiségű.

## A községhez tartozó települések
- Sztrumica
- Banica (Sztrumica)
- Banszko (Sztrumica)
- Belotino
- Velyusza
- Vodocsa
- Gabrovo (Sztrumica)
- Gradszko Baldovci
- Dabilye
- Dobrejci
- Dorlombosz
- Zelesevo
- Koszturino
- Kuklis
- Memesli
- Murtino
- Ormanli
- Popcsevo
- Proszenikovo
- Raborci
- Rics
- Szacsevo
- Szvidovica
- Tri Vodi
- Csepeli